# Olympische Sommerspiele 2000/Leichtathletik – 400 m (Männer)

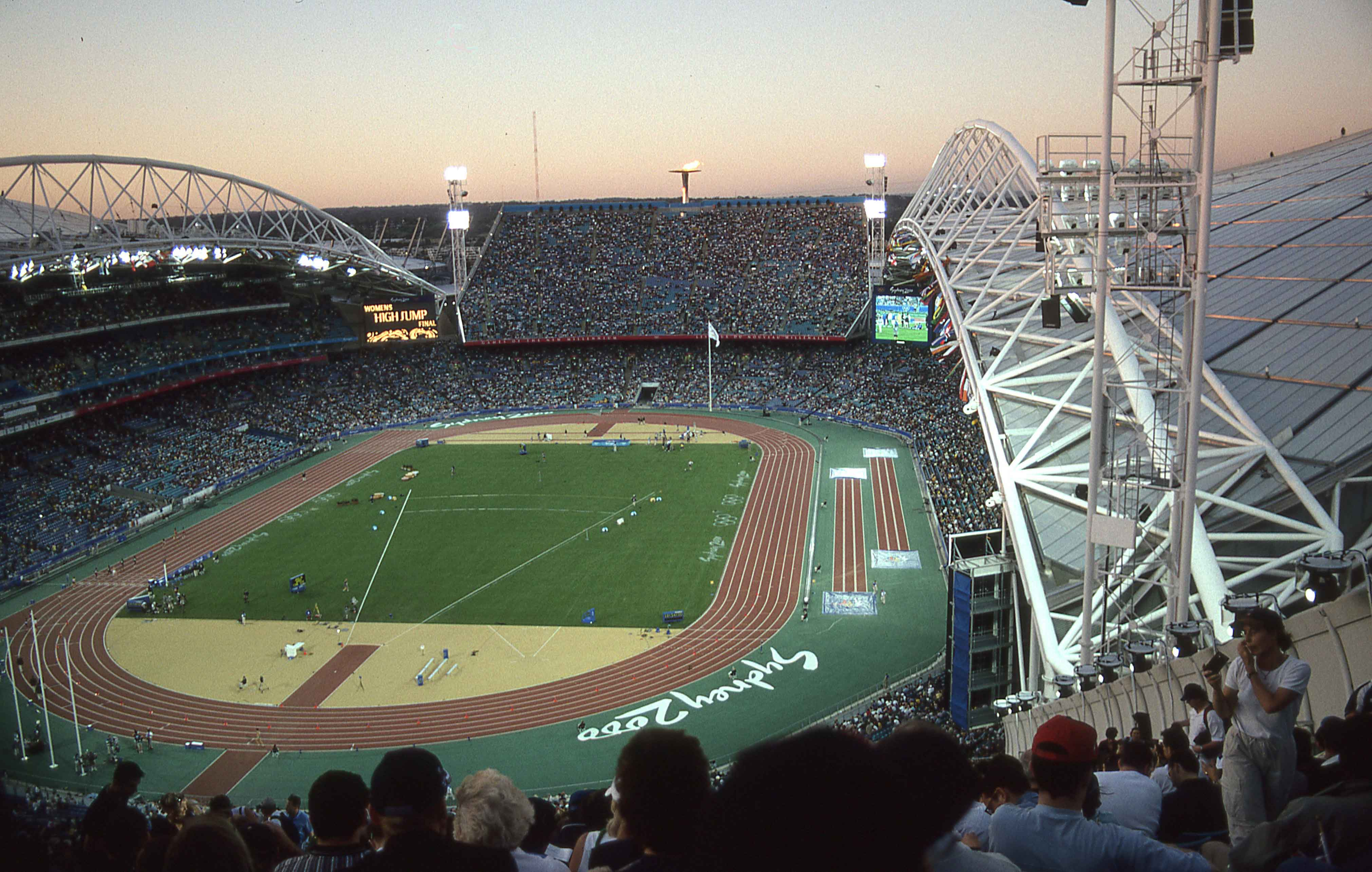
Das frühere ANZ Stadium von Sydney während der Olympischen Spiele 2000

Der 400-Meter-Lauf der Männer bei den Olympischen Spielen 2000 in Sydney wurde am 22., 23., 24. und 25. September 2000 im Stadium Australia ausgetragen. 69 Athleten nahmen teil.
Olympiasieger wurde der US-Amerikaner Michael Johnson. Er gewann vor seinem Landsmann Alvin Harrison und dem Jamaikaner Gregory Haughton.
Athleten aus Deutschland, der Schweiz, Österreich und Liechtenstein nahmen nicht teil.

## Aktuelle Titelträger
| Olympiasieger 1996                      | Michael Johnson ( USA)                 | 43,49 s | Atlanta 1996    |
| Weltmeister 1999                        | Michael Johnson ( USA)                 | 43,18 s | Sevilla 1999    |
| Europameister 1998                      | Iwan Thomas ( Großbritannien)          | 44,52 s | Budapest 1998   |
| Panamerikanischer Meister 1999          | Gregory Haughton ( Jamaika)            | 44,59 s | Winnipeg 1999   |
| Zentralamerika und Karibik-Meister 1999 | Michael McDonald ( Jamaika)            | 45,21 s | Bridgetown 1999 |
| Südamerika-Meister 1999                 | Anderson Jorge dos Santos ( Brasilien) | 45,39 s | Bogotá 1999     |
| Asienmeister 2000                       | Ibrahim Ismail Muftah ( Katar)         | 44,66 s | Jakarta 2000    |
| Afrikameister 2000                      | Éric Milazar ( Mauritius)              | 45,62 s | Algier 2000     |
| Ozeanienmeister 2000                    | Jeffrey Bai ( Papua-Neuguinea)         | 48,50 s | Adelaide 2000   |

## Rekorde

### Bestehende Rekorde
| Weltrekord         | 43,18 s | Michael Johnson ( USA) | Sevilla, Spanien       | 26. August 1999 |
| Olympischer Rekord | 43,49 s | Michael Johnson ( USA) | Finale OS Atlanta, USA | 29. Juli 1996   |

### Rekordverbesserungen
Der bestehende olympische Rekord wurde bei diesen Spielen nicht erreicht. Die schnellste Zeit erzielte der US-amerikanische Olympiasieger Michael Johnson mit 43,84 s im Finale am 25. September. Seinen eigenen Olympiarekord verfehlte er damit um 35 Hundertstelsekunden. Zu seinem Weltrekord fehlten ihm 66 Hundertstelsekunden.
Es wurden zwei neue Landesrekorde aufgestellt:
- 46,69 s – Gerald Clervil (Haiti), erster Vorlauf
- 45,22 s – Hamdan al-Bishi (Saudi-Arabien), achter Vorlauf

## Doping
Der US-Amerikaner Antonio Pettigrew, der auf Platz sieben ins Ziel gekommen war, wurde am 2. August 2008 wegen Dopingvergehens nachträglich disqualifiziert, nachdem er ein Dopinggeständnis abgelegt hatte. Davon war später auch die 4-mal-400-Meter-Staffel der USA betroffen, der nach einigem Hin und Her die zunächst errungene Goldmedaille aberkannt wurde.
Benachteiligt wurden drei Athleten, denen jeweils der Einzug in die nächste Runde verwehrt wurde:
- Matija Šestak, Slowenien – Er hatte sich über seine Platzierung als Dritter des neunten Vorlaufs eigentlich für das Viertelfinale qualifiziert.
- Ibrahima Wade, Frankreich – Er hatte sich über seine Platzierung als Vierter des zweiten Viertelfinals eigentlich für das Halbfinale qualifiziert.
- Daniel Caines e, Großbritannien – Er hatte sich über seine Platzierung als Vierter des zweiten Halbfinals eigentlich für das Finale qualifiziert.

## Vorrunde
Insgesamt wurden neun Vorläufe absolviert. Für das Viertelfinale qualifizierten sich pro Lauf die ersten drei Athleten. Darüber hinaus kamen die fünf Zeitschnellsten, die sogenannten Lucky Loser, weiter. Die direkt qualifizierten Läufer sind hellblau, die Lucky Loser hellgrün unterlegt.
Anmerkung:
Alle Zeiten sind in Ortszeit Atlanta (UTC−5) angegeben.

### Vorlauf 1

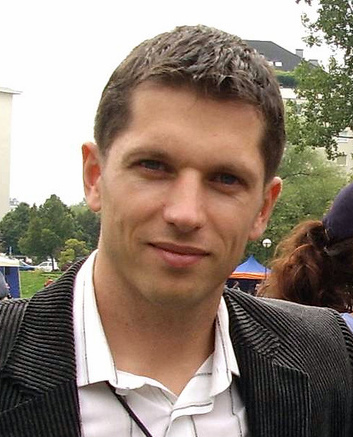
Piotr Rysiukiewicz – ausgeschieden als Siebter des ersten Vorlaufs

22. September 2000, 10:40 Uhr
| Platz | Name               | Nation                  | Zeit (s) | Anmerkung |
| ----- | ------------------ | ----------------------- | -------- | --------- |
| 1     | Avard Moncur       | Bahamas                 | 45,23    |           |
| 2     | Daniel Caines      | Großbritannien          | 45,39    |           |
| 3     | Casey Vincent      | Australien              | 45,49    |           |
| 4     | Dmitri Golowastow  | Russland                | 45,90    |           |
| 5     | Takahiko Yamamura  | Japan                   | 46,25    |           |
| 6     | Carlos Santa       | Dominikanische Republik | 46,40    |           |
| 7     | Piotr Rysiukiewicz | Polen                   | 46,67    |           |
| 8     | Gerald Clervil     | Haiti                   | 46,69    | NR        |

### Vorlauf 2
22. September 2000, 10:45 Uhr
| Platz | Name               | Nation              | Zeit (s) |
| ----- | ------------------ | ------------------- | -------- |
| 1     | Jude Monye         | Nigeria             | 45,79    |
| 2     | Patrick Dwyer      | Australien          | 45,82    |
| 3     | Alejandro Cárdenas | Mexiko              | 46,14    |
| 4     | Neil de Silva      | Trinidad und Tobago | 46,84    |
| 5     | Gustavo Aguirre    | Argentinien         | 47,03    |
| 6     | Troy McIntosh      | Bahamas             | 47,06    |
| DNF   | Jonas Motiejūnas   | Litauen             |          |
| DNF   | Kennedy Ochieng    | Kenia               |          |

### Vorlauf 3
22. September 2000, 10:50 Uhr
| Platz | Name                   | Nation    | Zeit (s) |
| ----- | ---------------------- | --------- | -------- |
| 1     | Sanderlei Parrela      | Brasilien | 45,55    |
| 2     | Danny McFarlane        | Jamaika   | 45,84    |
| 3     | Sofiane Labidi         | Tunesien  | 45,84    |
| 4     | Jun Osakada            | Japan     | 45,88    |
| 5     | Tawanda Chiwira        | Simbabwe  | 46,50    |
| 6     | Nduka Awazie           | Nigeria   | 46,81    |
| 7     | Johnson Kubisa         | Botswana  | 46,97    |
| DNF   | Evripides Demosthenous | Zypern    |          |

### Vorlauf 4
22. September 2000, 10:55 Uhr
| Platz | Name              | Nation              | Zeit (s) |
| ----- | ----------------- | ------------------- | -------- |
| 1     | Gregory Haughton  | Jamaika             | 45,63    |
| 2     | David Kirui       | Kenia               | 45,69    |
| 3     | Marc Raquil       | Frankreich          | 45,72    |
| 4     | Arnaud Malherbe   | Südafrika           | 45,73    |
| 5     | Sunday Bada       | Nigeria             | 45,75    |
| 6     | Ato Stephens      | Trinidad und Tobago | 45,91    |
| 7     | Benjamin Youla    | Republik Kongo      | 47,54    |
| 8     | Ilija Dschiwondow | Bulgarien           | 48,64    |

### Vorlauf 5
22. September 2000, 11:00 Uhr
| Platz | Name                      | Nation         | Zeit (s) |
| ----- | ------------------------- | -------------- | -------- |
| 1     | Hendrick Mokganyetsi      | Südafrika      | 45,22    |
| 2     | Piotr Haczek              | Polen          | 45,61    |
| 3     | Alessandro Attene         | Italien        | 45,79    |
| 4     | Rohan Pradeep Kumara      | Sri Lanka      | 46,00    |
| 5     | Salaheddine Bakar al-Safi | Katar          | 46,16    |
| 6     | Zsolt Szeglet             | Ungarn         | 46,19    |
| 7     | Jamie Baulch              | Großbritannien | 46,52    |

### Vorlauf 6

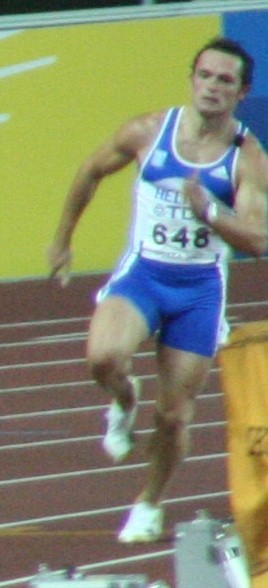
Anastasios Gousis – ausgeschieden als Vierter des sechsten Vorlaufs

22. September 2000, 11:05 Uhr
| Platz | Name              | Nation       | Zeit (s) |
| ----- | ----------------- | ------------ | -------- |
| 1     | Alvin Harrison    | USA          | 44,96    |
| 2     | Davian Clarke     | Jamaika      | 45,30    |
| 3     | Robert Maćkowiak  | Polen        | 45,39    |
| 4     | Anastasios Gousis | Griechenland | 46,38    |
| 5     | Fawzi al-Shammari | Kuwait       | 46,38    |
| 6     | Paramjit Singh    | Indien       | 46,64    |
| 7     | Philip Mukomana   | Simbabwe     | 47,11    |

### Vorlauf 7
22. September 2000, 11:10 Uhr
| Platz | Name               | Nation         | Zeit (s) |
| ----- | ------------------ | -------------- | -------- |
| 1     | Michael Johnson    | USA            | 45,25    |
| 2     | David Canal        | Spanien        | 45,53    |
| 3     | Ibrahima Wade      | Frankreich     | 45,72    |
| 4     | Malik Louahla      | Algerien       | 46,06    |
| 5     | Sean Baldock       | Großbritannien | 46,85    |
| 6     | Fabian Rollins     | Barbados       | 46,85    |
| 7     | Oleksandr Kajdasch | Ukraine        | 46,88    |

### Vorlauf 8
22. September 2000, 11:15 Uhr
| Platz | Name                  | Nation        | Zeit (s) | Anmerkung |
| ----- | --------------------- | ------------- | -------- | --------- |
| 1     | Hamdan al-Bishi       | Saudi-Arabien | 45,22    | NR        |
| 2     | Sugath Thilakaratne   | Sri Lanka     | 45,48    |           |
| 3     | Ibrahim Ismail Muftah | Katar         | 45,48    |           |
| 4     | Éric Milazar          | Mauritius     | 45,66    |           |
| 5     | Štefan Balošák        | Slowakei      | 46,42    |           |
| 6     | Kenji Tabata          | Japan         | 46,59    |           |
| 7     | Rudieon Sylvan        | Grenada       | 48,17    |           |
| 8     | Basheer al-Khewani    | Jemen         | 49,72    |           |

### Vorlauf 9
22. September 2000, 11:20 Uhr
| Platz | Name              | Nation     | Zeit (s) | Anmerkung                                     |
| ----- | ----------------- | ---------- | -------- | --------------------------------------------- |
| 1     | Chris Brown       | Bahamas    | 45,80    |                                               |
| 2     | Davis Kamoga      | Uganda     | 45,92    |                                               |
| 3     | Matija Šestak     | Slowenien  | 45,95    | eigentlich für das Viertelfinale qualifiziert |
| 4     | Tomas Coman       | Irland     | 46,17    |                                               |
| 5     | Juan Pedro Toledo | Mexiko     | 46,82    |                                               |
| DNF   | Daniel Batman     | Australien |          |                                               |
| DOP   | Antonio Pettigrew | USA        | 45,62    | für das Viertelfinale zugelassen              |

## Viertelfinale
In den vier Viertelfinalläufen qualifizierten sich pro Lauf die ersten vier Athleten für das Halbfinale (hellblau unterlegt).

### Lauf 1

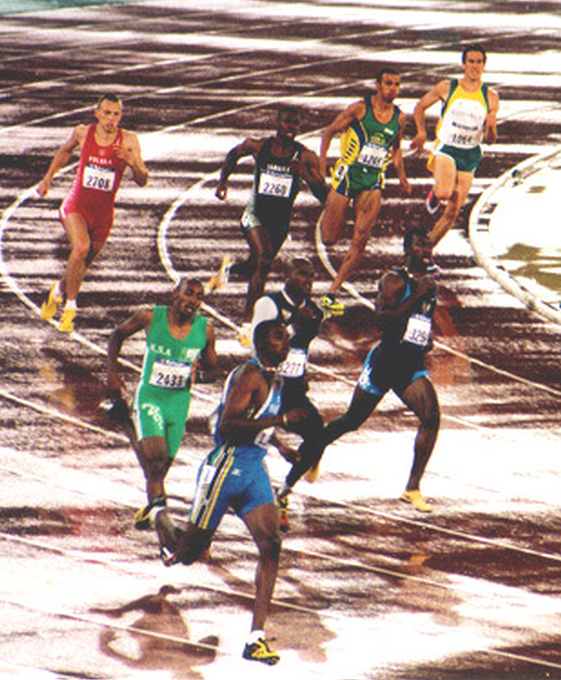
Szene aus dem ersten Halbfinale:
Bahn 1: Patrick Dwyer / Bahn 2: Sanderlei Parrela /
Bahn 3: Gregory Haughton / Bahn 4: Piotr Haczek; /
Bahn 5: Michael Johnson / Bahn 6: Alvin Harrison /
Bahn 7: Hamdan al-Bishi / Bahn 8: Avard Moncur

23. September 2000, 21:25 Uhr
| Platz | Name                | Nation     | Zeit (s) |
| ----- | ------------------- | ---------- | -------- |
| 1     | Michael Johnson     | USA        | 45,31    |
| 2     | Piotr Haczek        | Polen      | 45,43    |
| 3     | Avard Moncur        | Bahamas    | 45,43    |
| 4     | Casey Vincent       | Australien | 45,45    |
| 5     | Éric Milazar        | Mauritius  | 45,52    |
| 6     | Sugath Thilakaratne | Sri Lanka  | 45,54    |
| 7     | David Canal         | Spanien    | 45,54    |
| 8     | Arnaud Malherbe     | Südafrika  | 45,59    |

### Lauf 2
23. September 2000, 21:32 Uhr
| Platz | Name              | Nation        | Zeit (s) | Anmerkung                                  |
| ----- | ----------------- | ------------- | -------- | ------------------------------------------ |
| 1     | Davian Clarke     | Jamaika       | 45,06    |                                            |
| 2     | Hamdan al-Bishi   | Saudi-Arabien | 45,35    |                                            |
| 3     | Danny McFarlane   | Jamaika       | 45,40    |                                            |
| 4     | Ibrahima Wade     | Frankreich    | 45,61    | eigentlich für das Halbfinale qualifiziert |
| 5     | Davis Kamoga      | Uganda        | 45,74    |                                            |
| 6     | David Kirui       | Kenia         | 46,00    |                                            |
| 7     | Jun Osakada       | Japan         | 46,15    |                                            |
| DOP   | Antonio Pettigrew | USA           | 45,35    | für das Halbfinale zugelassen              |

### Lauf 3

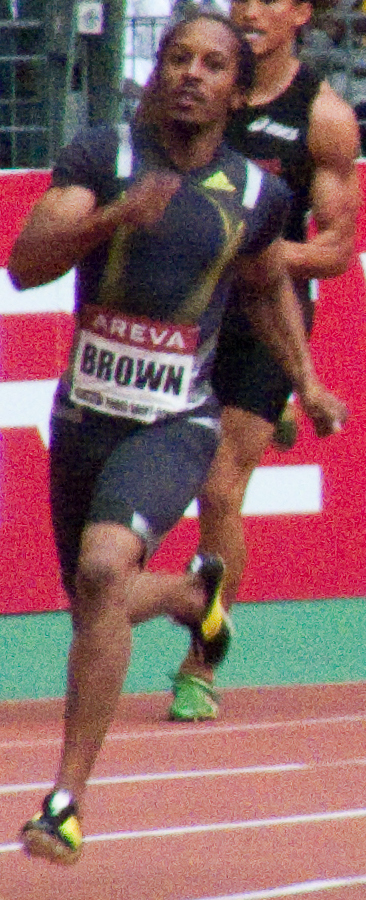
Chris Brown – ausgeschieden als Sechster des dritten Viertelfinals
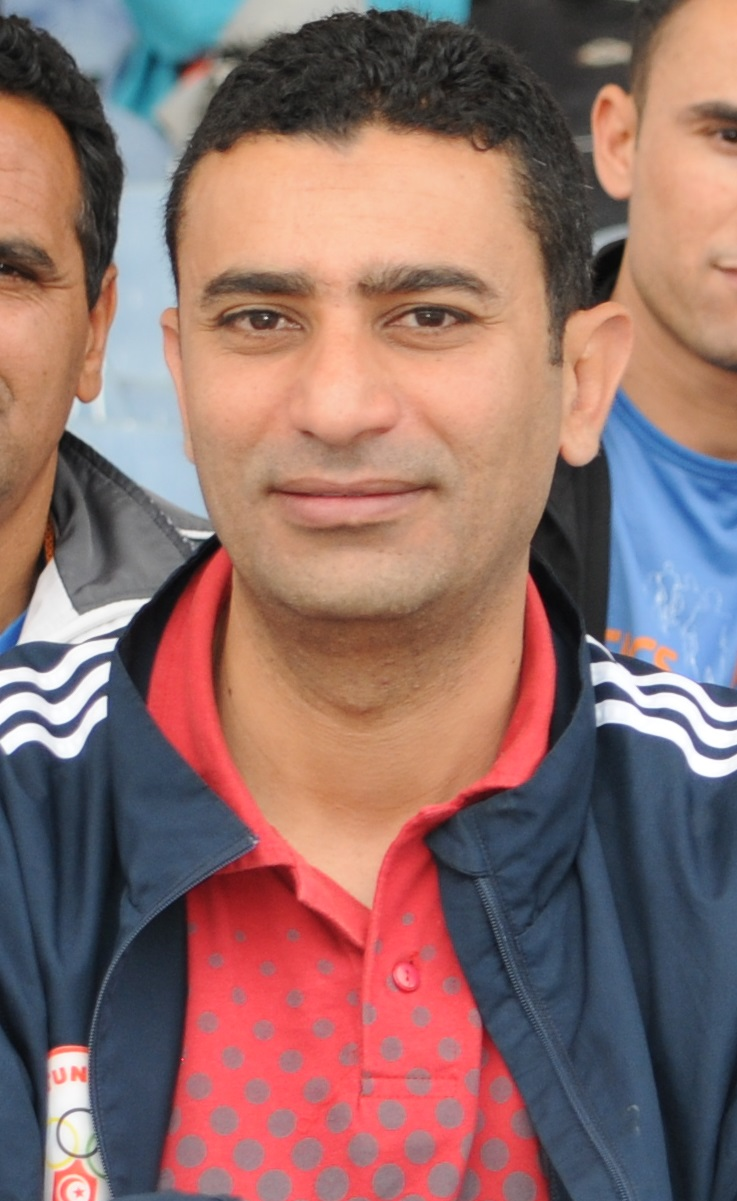
Sofiane Labidi (Foto: 2016) erreichte als Siebter des dritten Viertelfinals nicht das Semifinale

23. September 2000, 21:39 Uhr
| Platz | Name              | Nation     | Zeit (s) |
| ----- | ----------------- | ---------- | -------- |
| 1     | Alvin Harrison    | USA        | 44,25    |
| 2     | Gregory Haughton  | Jamaika    | 45,08    |
| 3     | Alessandro Attene | Italien    | 45,35    |
| 4     | Patrick Dwyer     | Australien | 45,38    |
| 5     | Dmitri Golowastow | Russland   | 45,66    |
| 6     | Chris Brown       | Bahamas    | 45,76    |
| 7     | Sofiane Labidi    | Tunesien   | 46,01    |
| 8     | Jude Monye        | Nigeria    | 46,32    |

### Lauf 4

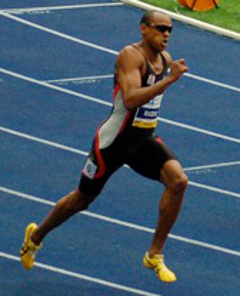
Marc Raquil – ausgeschieden als Fünfter des vierten Viertelfinals

23. September 2000, 21.46 Uhr
| Platz | Name                  | Nation         | Zeit (s) |
| ----- | --------------------- | -------------- | -------- |
| 1     | Robert Maćkowiak      | Polen          | 45,01    |
| 2     | Hendrick Mokganyetsi  | Südafrika      | 45,15    |
| 3     | Daniel Caines         | Großbritannien | 45,37    |
| 4     | Sanderlei Parrela     | Brasilien      | 45,55    |
| 5     | Marc Raquil           | Frankreich     | 45,56    |
| 6     | Alejandro Cárdenas    | Mexiko         | 45,66    |
| 7     | Sunday Bada           | Nigeria        | 45,83    |
| 8     | Ibrahim Ismail Muftah | Katar          | 45,96    |

## Halbfinale
Für das Finale qualifizierten sich in den beiden Läufen die jeweils ersten vier Läufer (hellblau unterlegt).

### Lauf 1
24. September 2000, 21:00 Uhr
| Platz | Name              | Nation        | Zeit (s) |
| ----- | ----------------- | ------------- | -------- |
| 1     | Alvin Harrison    | USA           | 44,53    |
| 2     | Michael Johnson   | USA           | 44,65    |
| 3     | Gregory Haughton  | Jamaika       | 44,93    |
| 4     | Sanderlei Parrela | Brasilien     | 45,17    |
| 5     | Avard Moncur      | Bahamas       | 45,18    |
| 6     | Piotr Haczek      | Polen         | 45,66    |
| 7     | Patrick Dwyer     | Australien    | 45,70    |
| 8     | Hamdan al-Bishi   | Saudi-Arabien | 45,98    |

### Lauf 2
24. September 2000, 21:07 Uhr
| Platz | Name                 | Nation         | Zeit (s) | Anmerkung                              |
| ----- | -------------------- | -------------- | -------- | -------------------------------------- |
| 1     | Danny McFarlane      | Jamaika        | 45,38    |                                        |
| 2     | Hendrick Mokganyetsi | Südafrika      | 45,52    |                                        |
| 3     | Robert Maćkowiak     | Polen          | 45,53    |                                        |
| 4     | Daniel Caines        | Großbritannien | 45,55    | eigentlich für das Finale qualifiziert |
| 5     | Casey Vincent        | Australien     | 45,61    |                                        |
| 6     | Alessandro Attene    | Italien        | 46,41    |                                        |
| DNF   | Davian Clarke        | Jamaika        |          |                                        |
| DOP   | Antonio Pettigrew    | USA            | 45,24    | für das Finale zugelassen              |

## Finale
- Zieleinlauf (v. l. n. r.):
Gregory Haughton (Bahn 8), Michael Johnson (Bahn 6), Hendrick Mokganyetsi (Bahn 7), Antonio Pettigrew (Bahn 5), Alvin Harrison (Bahn 4)

25. September 2000, 20:25 Uhr
| Platz | Name                 | Nation    | Zeit (s) |
| ----- | -------------------- | --------- | -------- |
| 1     | Michael Johnson      | USA       | 43,84    |
| 2     | Alvin Harrison       | USA       | 44,40    |
| 3     | Gregory Haughton     | Jamaika   | 44,70    |
| 4     | Sanderlei Parrela    | Brasilien | 45,01    |
| 5     | Robert Maćkowiak     | Polen     | 45,14    |
| 6     | Hendrick Mokganyetsi | Südafrika | 45,26    |
| 7     | Danny McFarlane      | Jamaika   | 45,55    |
| DSQ   | Antonio Pettigrew    | USA       |          |

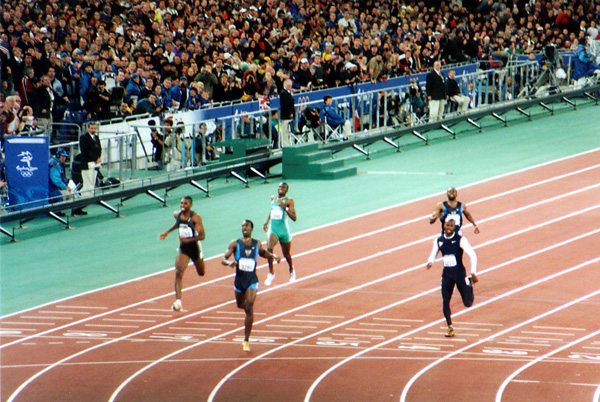
Zieleinlauf (v. l. n. r.): Gregory Haughton (Bahn 8), Michael Johnson (Bahn 6), Hendrick Mokganyetsi (Bahn 7), Antonio Pettigrew (Bahn 5), Alvin Harrison (Bahn 4)

Für das Finale hatten sich alle drei US-Amerikaner sowie zwei Jamaikaner qualifiziert. Komplettiert wurde das Feld durch je einen Starter aus Brasilien, Polen und Südafrika.
Der Olympiasieger von 1996, Weltrekordhalter und viermalige 400-Meter-Weltmeister Michael Johnson aus den USA war eindeutiger Favorit. Weitere Medaillenkandidaten waren seine beiden Landsleute Alvin Harrison und Antonio Pettigrew, WM-Vierter, Vizeweltmeister Sanderlei Parrela aus Brasilien sowie der mexikanische WM-Dritte Alejandro Cárdenas, der allerdings bereits im Viertelfinale ausgeschieden war.
Im Finale gingen der Jamaikaner Gregory Haughton, Harrison und Johnson das Rennen am schnellsten an. Nach zweihundert Metern führte Haughton deutlich. Dahinter lagen Johnson und Harrison. Aus der Zielkurve heraus hatte sich Johnson einen knappen Vorsprung vor Haughton und Harrison erarbeitet. Dahinter folgte Parrela und mit etwas größerem Abstand der Rest des Feldes. Auf der Zielgeraden spielte Michael Johnson sein großes Stehvermögen aus und wurde mit deutlichem Vorsprung Olympiasieger in 43,84 s. Alvin Harrison gewann Silber, Gregory Haughton Bronze. Vierter wurde Sanderlei Parrela vor dem Polen Robert Maćkowiak und dem Südafrikaner Hendrick Mokganyetsi.
Michael Johnson gewann die vierte Goldmedaille seiner Karriere. Sein Sieg war im 24. olympischen Finale der 17. Olympiasieg eines US-Sprinters, gleichzeitig der fünfte US-Sieg in Folge.

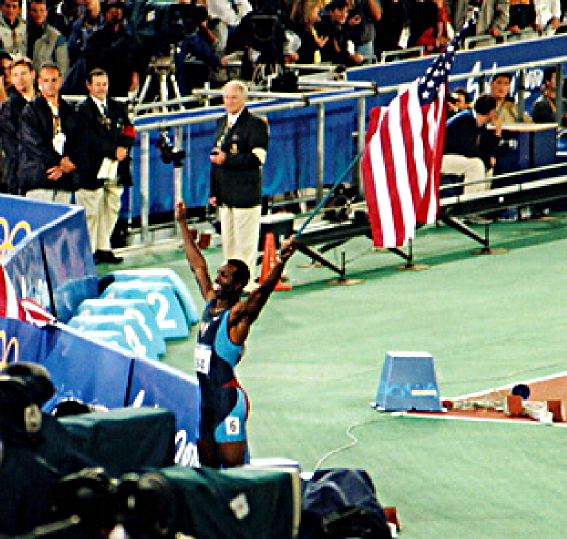
Der Sieger Michael Johnson gewann hier sein viertes Olympiagold

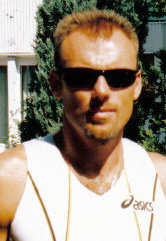
Der Olympiafünfte Robert Maćkowiak
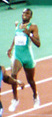
Rang sechs für Hendrick Mokganyetsi
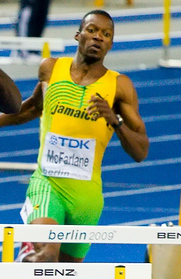
Danny McFarlane belegte im Finale Rang sieben

## Videolinks
- Michael Johnson - 2000 Sydney olympics - 400m - 43.84 - High Quality, youtube.com, abgerufen am 21. Januar 2022
- Michael Johnson - Sydney Olympics 400m, youtube.com, abgerufen am 19. März 2018